# Congriscus marquesaensis
Congriscus marquesaensis és una espècie de peix pertanyent a la família dels còngrids.

## Descripció
- Pot arribar a fer 27,3 cm de llargària màxima.
- Nombre de vèrtebres: 158-164.
- És de color marró clar amb un punt negre a la part davantera de l'aleta pectoral.[3]

## Hàbitat
És un peix marí i batidemersal que viu entre 391 i 408 m de fondària.

## Distribució geogràfica
Es troba al Pacífic oriental central: les illes Marqueses.

## Observacions
És inofensiu per als humans.